# لیتلتون (نیوهمپشایر)
لیتلتون (به انگلیسی: Littleton) شهری در ایالت نیوهمپشایر کشور ایالات متحده آمریکا است که جمعیت آن در سرشماری سال ۲۰۱۰ میلادی، ۴٬۴۱۲ نفر بوده‌است.

## نگارخانه

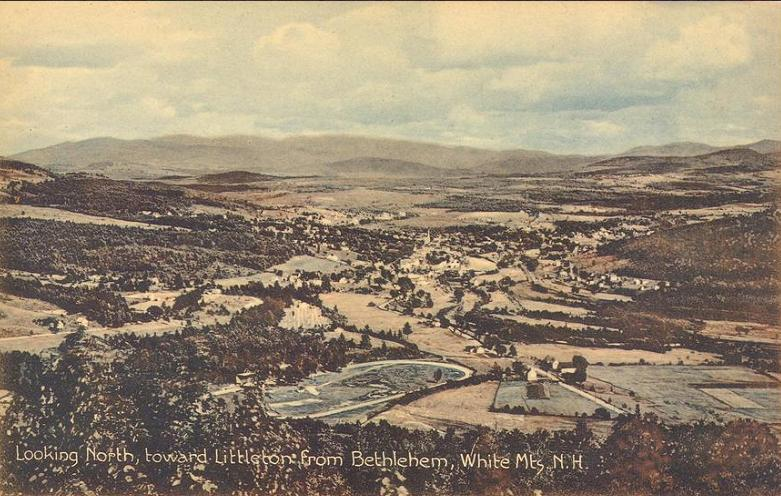
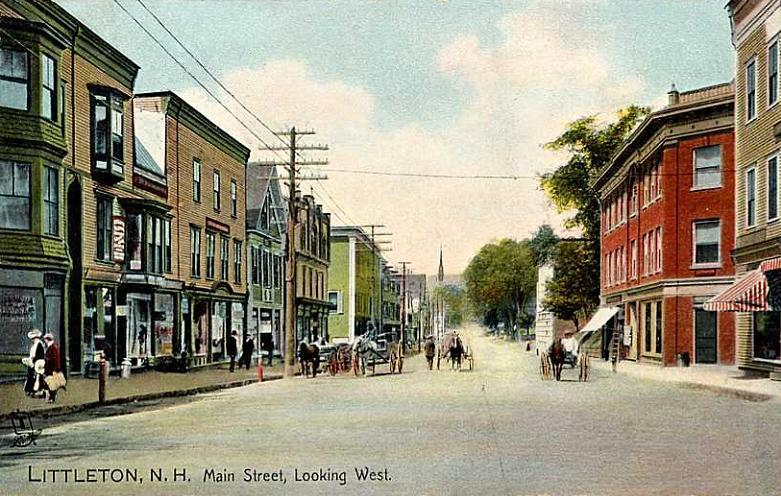
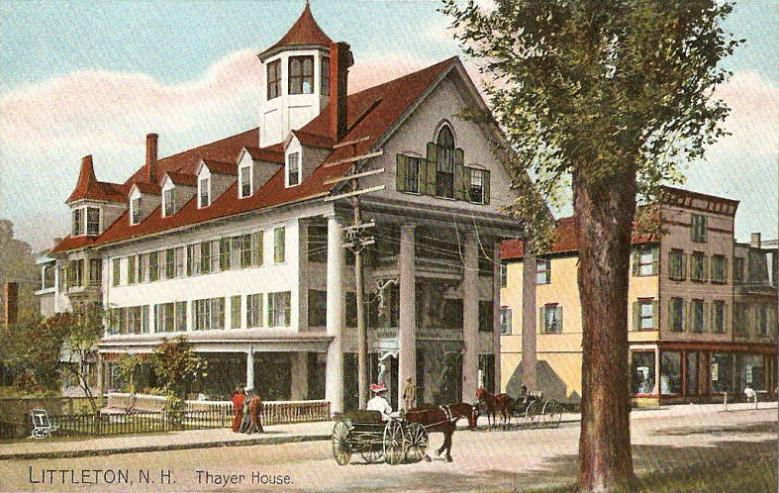